# Łukasz Tunikowski
Łukasz Marcin Tunikowski (ur. 16 stycznia 1976 we Wrocławiu) – polski reżyser teledysków, a także filmów reklamowych, dokumentalnych i fabularnych. Absolwent Socjologii na Uniwersytecie Wrocławskim. Członek grupy filmowej Moustache Filmnacja. Na stałe związany z domem produkcyjnym Grupa 13. Zrealizował ponad sto teledysków m.in. dla takich wykonawców jak: Skalpel, Wilki, Behemoth, 2cztery7, Kombii, Paresłów, Mor W.A., Lady Pank, Mikromusic, WWO, K.A.S.T.A., Sumptuastic, Video, Borixon, Tede, Łzy oraz Slums Attack.

## Nagrody i wyróżnienia
| Rok  | Kategoria                                                                    | Nagroda                          | Uwagi     |
| ---- | ---------------------------------------------------------------------------- | -------------------------------- | --------- |
| 2001 | Inna energia (Skalpel - „Tension”)                                           | Yach Film                        | Nominacja |
| 2002 | Inna energia (Sfond Squnksa - „Tyle spraw”)                                  | Yach Film                        | Nominacja |
| 2003 | Inna energia (Sfond Sqnksa „Zabawna zbrodnia”)                               | Yach Film                        | Nominacja |
| 2003 | Inna energia (ZDS - „Co czujesz?”)                                           | Yach Film                        | Nominacja |
| 2003 | Cienki budżet (ZDS - „Co czujesz?”)                                          | Yach Film                        | Nominacja |
| 2005 | Najlepszy teledysk (K.A.S.T.A. - „Rzucam”)                                   | Ślizger                          | Laureat   |
| 2005 | Teledysk (Slums Attack - „Życie kureskie”)                                   | Srebrny Off (Festiwal Offensiva) | Laureat   |
| 2005 | Reżyseria (Slums Attack - „Życie kureskie”)                                  | Yach Film                        | Laureat   |
| 2007 | Inna energia (L.U.C., Leszek Możdżer, Igor Pudło - „Pukagastrofazy Godzina”) | Yach Film                        | Nominacja |
| 2009 | Najlepszy teledysk (Mikromusic - „Thank’s God I’m a Woman”)                  | Złota Żaba (Camerimage)          | Nominacja |
| 2012 | Wideoklip roku (Behemoth - „Lucifer”)                                        | Fryderyk                         | Nominacja |